# Israel Kaunatjike
Israel Kaunatjike, né en 1947, est un activiste namibien post-colonial vivant à Berlin.

## Biographie

### Enfance, formation et débuts
Israel Kaunatjike est né en 1947 en Namibie. Sa grand-mère travaillait comme aide ménagère chez un colon allemand, il s'engage pour l'indemnisation des Herero et Nama namibiens, victimes de génocide et crimes durant la colonisation allemande.
Il vit depuis plus de 50 ans à Berlin.

### Parcours professionnel
Il travaille en tant qu'intervenant éducatif sur l'histoire coloniale allemande en Afrique du Sud-Ouest, en passant par la période de l'apartheid jusqu'à la Namibie actuelle.
Il intervient à l'Université libre de Berlin.

## Engagement
En tant que descendant de Herero et activiste, il s'engage pour que le gouvernement allemand assume la responsabilité de ses crimes coloniaux dans la Namibie actuelle.
Il estime que Berlin doit reconnaître les crimes commis contre les Héréros et les Namas dans le Sud-Ouest africain, ancienne colonie allemande, comme le premier génocide du XXe siècle, seul terme approprié à ses yeux.

« Entre 1904 et 1908, les troupes du Kaiser ont tué près de 90 000 personnes appartenant aux ethnies héréros et namas sur le territoire actuel de la Namibie, en représailles à leur soulèvement contre les colons. Ceux qui n'ont pas été tués ont été expulsés par les Allemands dans le désert d'Omaheke, où ils ont péri. Les colons ont ensuite établi leur premier camp de concentration sur l'île de Shark Island, où les détenus mouraient de faim ou d'épuisement. Moins d'un tiers des Héréros et seulement la moitié des Namas ont survécu à ces atrocités. »

« Le film de Lars Kraume m’a profondément ému » confie t'-il notamment au journal Le Monde et au Time d'Israël. Selon lui, cette fiction permet de toucher davantage de personnes qu’un documentaire,.